# Canton de Rochemaure
Le canton de Rochemaure est une ancienne division administrative française située dans le département de l'Ardèche et la région Rhône-Alpes.

## Géographie
Ce canton était organisé autour de Rochemaure dans l'arrondissement de Privas. Son altitude variait de 55 m (Rochemaure) à 711 m (Saint-Pierre-la-Roche) pour une altitude moyenne de 221 m.

## Représentation

### conseillers généraux de 1833 à 2015
| Période | Période      | Identité                       | Étiquette          | Qualité |
| ------- | ------------ | ------------------------------ | ------------------ | --- |
| 1833    | 1848         | Jean-Claude Privat             |                    | Conseiller à la Cour royale de Nîmes |
| 1848    | 1861         | Jean-François Privat           |                    | Avocat, magistrat, substitut à Nîmes |
| 1861    | 1871         | Baron Joseph de Pampelonne     |                    | Rentier, propriétaire à Saint-Martin-l'Inférieur |
| 1871    | 1874         | Ferdinand Michelon             |                    | Entrepreneur de travaux de chemins de fer Adjoint au Maire de Privas                                                                                  |
| 1874    | 1880         | Paul Comte                     | Droite             | Maire de Saint-Vincent-de-Barrès |
| 1880    | 1886         | Paul Maignot                   | Républicain        | Directeur des chaux hydrauliques de Cruas |
| 1886    | 1892         | Alexandre Courty               | Républicain        | Maire de Meysse (1876-1892) |
| 1892    | 1904         | François Nicolas               | Républicain        | Maire de Saint-Martin-le-Supérieur |
| 1904    | 1910         | Baron François Boissy d'Anglas | Républicain modéré | Ancien Député de la Drôme Sénateur de l'Ardèche (1903-1912)                                                                                           |
| 1910    | 1919         | Élisée Bourely                 | Rad.               | Instituteur, pasteur puis avocat Député (1905-1919) Sous-secrétaire d'Etat (1913-1917)                                                                |
| 1920    | 1922         | Raoul Sauzet                   | Rad.               | Sous-directeur au Ministère de l'Intérieur |
| 1922    | 1929         | Etienne Astier                 | Rad.               | Docteur en médecine |
| 1929    | 1931 (décès) | Louis Antériou                 | PRS                | Commis principal des contributions indirectes Député (1919-1931) Ministre (1928-1929) Maire de La Voulte (1920-1931)                                  |
| 1931    | 1934         | Albert Mercoyrol               | SFIO               | Artisan peintre en bâtiment Maire de Cruas (1928-1933)                                                                                                |
| 1934    | 1940         | Julien Audouard                | URD                | Greffier de paix - Maire de Rochemaure Nommé conseiller départemental en 1942                                                                         |
|         |              |                                |                    | |
| 1945    | 1951         | Émir Lardeur (1891-1973)       | SFIO               | Mineur au Martinet (Gard) Greffier au Tribunal de grande instance de Privas Adjoint au Maire de Privas (1947-1953)                                    |
| 1951    | 1994         | Henri Chaze                    | PCF                | Instituteur Maire de Cruas (1956-1989) Député (1962-1967)                                                                                             |
| 1994    | 2001         | Jacques Nodin                  | DVD                | Professeur agrégé Maire de Rochemaure (1989-2006) |
| 2001    | 2015         | Robert Cotta                   | PCF                | Ouvrier métallurgiste en retraite Maire de Cruas (1995-2017) Président de la Communauté de Communes "Barrès-Coiron" Vice-Président du Conseil Général |

### Conseillers d'arrondissement (de 1833 à 1940)
| Période                                  | Période | Identité                    | Étiquette          | Qualité |
| ---------------------------------------- | ------- | --------------------------- | ------------------ | --- |
| 1833                                     | 1848    | Jacques Croze               |                    | Cultivateur, propriétaire, maire de Saint-Pierre-la-Roche                                                   |
|                                          |         |                             |                    | |
| 1895                                     | 1901    | M. Freydier                 | Républicain rallié | |
|                                          |         |                             |                    | |
| 1907                                     | 1913    | Pierre-Émile Trinquet       |                    | Maire de Sceautres                                                                                          |
| 1913                                     | 1919    | André Mouzon                | RG                 | Propriétaire à Cruas                                                                                        |
| 1919                                     | 1940    | Prosper Laurent (1872-1945) | Rad.               | Agriculteur, maire de Saint-Vincent-de-Barrès                                                               |
| 1940                                     |         |                             |                    | Les conseils d'arrondissement ont été suspendus par la loi du 12 octobre 1940 et n'ont jamais été réactivés |
| Les données manquantes sont à compléter. |         |                             |                    | |

## Composition
Le canton de Rochemaure regroupait sept communes. 
| Nom                      | Code Insee | Intercommunalité        | Superficie (km2) | Population (dernière pop. légale) | Densité (hab./km2) |
| ------------------------ | ---------- | ----------------------- | ---------------- | --------------------------------- | ------------------ |
| Rochemaure (chef-lieu)   | 07191      | CC Ardèche Rhône Coiron | 24,33            | 2 291 (2014)                      | 94                 |
| Cruas                    | 07076      | CC Ardèche Rhône Coiron | 15,45            | 2 959 (2014)                      | 192                |
| Meysse                   | 07157      | CC Ardèche Rhône Coiron | 19,18            | 1 325 (2014)                      | 69                 |
| Saint-Martin-sur-Lavezon | 07270      | CC Ardèche Rhône Coiron | 23,54            | 432 (2014)                        | 18                 |

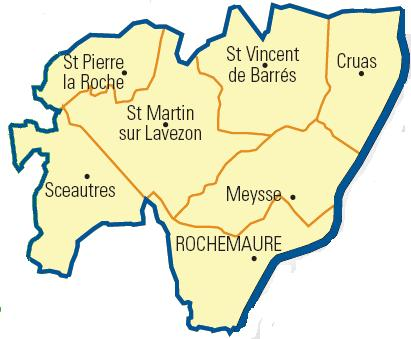
Carte du canton

| Saint-Pierre-la-Roche    | 07283      | CC Ardèche Rhône Coiron | 9,92             | 54 (2014)                         | 5,4                |
| Saint-Vincent-de-Barrès  | 07302      | CC Ardèche Rhône Coiron | 19,10            | 822 (2014)                        | 43                 |
| Sceautres                | 07311      | CC Berg et Coiron       | 14,64            | 146 (2014)                        | 10                 |

## Démographie
| 1962  | 1968  | 1975  | 1982  | 1990  | 1999  | 2006  | 2011  | 2012  |
| ----- | ----- | ----- | ----- | ----- | ----- | ----- | ----- | ----- |
| 4 839 | 4 466 | 4 011 | 5 665 | 5 948 | 6 518 | 7 243 | 7 875 | 7 974 |